# Ковтун Алла Анатоліївна
А́лла Анато́ліївна Ко́втун (*30 січня 1954, Полтава, УРСР) — українська журналістка і медіаменеджерка, письменниця, видавниця; член Національної спілки журналістів України; спеціалізується на економічній і фінансовій тематиці; живе та працює у Києві.

## Кар'єра
Трудову діяльність почала після закінчення 10-річної школи: протягом 2-х років працювала кореспонденткою Липоводолинської районної газети на Сумщині.
У 1973-78 роках навчалася на факультеті журналістики Київського державного університету, після закінчення якого працювала у відділі промисловості республіканської «Робітничої газети».
Згодом працювала у низці періодичних видань та ЗМІ: «Контракт», власною кореспонденткою московської газети «Коммерсантъ», «Галицькі контракти», «Деловая неделя», «Известия в Украине», інформційної агенції «Інтерфакс», співпрацювала з іншими вітчизняними та іноземними ЗМІ, в т.ч. «Дзеркало тижня», «День», «Бизнес», The Finansial Post, The Independent.
У 2008 році очолювала пресслужбу Міністерства економіки.
Алла Ковтун створювала та була головною редакторкою газети «Финансовая Украина» (1993-95), одного з перших недержавних незалежних видань в Україні.
У  2001-4 роках — генеральна директор-головна редакторка «Ділової України». Протягом  2004-8 — засновниця та директор видавництва «Успіх і кар'єра», головна редакторка журналу «Кар'єра та успіх». У 2008-10 роках — головна редакторка «Урядового кур'єра».

## Письменницька і видавнича діяльність
Алла Ковтун є авторкою низки розвідок, аналітичних матеріалів і книжкових видань, зокрема як з профільної фінансової проблематики, так і з питань патріотичного виховання й українських національних традицій.
Доробок
- Україна. Її не можна не любити (2008);
- Україна на карті світу (2008);
- Вода й вогонь в українських легендах та віруваннях (2015);
- Сальто великих грошей (2020).

Також упорядниця книг «Дорогами щастя-долі» (2008), «Микола Новіков: моя Україна, моя родина» (2015); видавниця книг «О. Пушкін. Євгеній Онєгін та інші поеми у перекладах М. Рильського» (2008), Тадей Рильський: «В житті ніколи неправді не служив» (2013), «Зрослись душею, сплелись корінням» (збірник нарисів про відомих українців), «Золотий колос Дажбога. Хліб в українських легендах та віруваннях» (2013), «Учитель життя. Сковорода як гасло часу» (2016).